# Art Long
Pour les articles homonymes, voir Long.
Arthur (Art) Donnell Long, né le 1er octobre 1972, est un joueur américain de basket-ball qui évolue au poste d'ailier fort.

## Biographie
Le 22 janvier 1999, il signe aux Trail Blazers de Portland en tant qu'agent libre. Le 18 février 1999, il est coupé par les Trail Blazers.
Le 1er octobre 1999, il signe avec les Kings de Sacramento en tant qu'agent libre. Le 29 octobre 1999, il est coupé les Kings.
Le 18 février 2001, il signe deux contrats de dix jours avec les Kings de Sacramento et signe avec eux jusqu'à la fin de la saison 2000-2001.
Le 1er octobre 2001, il signe avec les SuperSonics de Seattle en tant qu'agent libre.
Le 30 septembre 2002, il signe avec les Sixers de Philadelphie en tant qu'agent libre.
Le 18 décembre 2002, il fait partie d'un transfert entre trois équipes où il part des Sixers avec Mark Bryant et un premier tour de Draft 2005 de la NBA (Joey Graham est sélectionné avec ce choix) aux Nuggets de Denver ; les Nuggets transfèrent James Posey aux Rockets de Houston ; les Rockets transfèrent un second tour de Draft 2004 de la NBA (Vassilis Spanoulis est sélectionné avec ce choix) aux Nuggets et Kenny Thomas aux Sixers.
Le 18 janvier 2003, il signe aux Raptors de Toronto en tant qu'agent libre.

## Carrière

### Universitaire
- 1993-1996 :  Bearcats de Cincinnati (NCAA)

### Clubs
- 1996-1997 :  Élan Béarnais Pau-Orthez (Pro A)
- 1997-1998 :  Barracudas de Jacksonville (USBL)
- 1998-1998 :  At. Quilmes Mar del Plata (1er division)
- 1998-1999 :  Stampede de l'Idaho (CBA)
- 1999-2000 :  Sun Kings de Yakama (CBA)
- 2000-2000 :  Trotamundos de Carabobo (1er division)
- 2000-2001 :  ASVEL Lyon-Villeurbanne (Pro A)
- 2001-2001 :  Kings de Sacramento (NBA)
- 2001-2001 :  Brujos de Guayama (1er division)
- 2001-2002 :  SuperSonics de Seattle (NBA)
- 2002-2003 :
  -  Raptors de Toronto (NBA)
  -  76ers de Philadelphie (NBA)
- 2003-2003 :  Flight de Huntsville (NBDL)
- 2003-2004 :  Ilisiakos Athina (ESAKE 2)
- 2004-2004 :  San Miguel Beermen (1er division)
- 2005-2006 :  Azovmach Marioupol (1er division)
- 2006-2007 :  Banvitspor (1er division)
- 2007-2008 :  Mahram Téhéran (1er division)
- 2008 :  Petrochimi Bandar Imam (1er division)
- 2009-2010 :  Indios de la UAC (LNBP)
- 2010 :  Unión Alética (LUB)
- 2010 :  Guaros de Lara (LPB)

## Palmarès
- Finaliste du championnat de France en 2001 avec l'ASVEL
- Vainqueur de la coupe de France en 2001 avec l'ASVEL
- Vainqueur de la CBA en 2000
- Champion d'Ukraine en 2006
- Vainqueur de la Coupe d'Ukraine en 2006